# حسين شطابي
حسين شطابي، من مواليد 1928 ومتوفي في 22 نوفمبر 2020، هو مجاهد جزائري إبان الثورة التحريرية الجزائرية.

## سيرة شخصية
ولد عام 1928، وانضم إلى حرب التحرير الوطنية من 1954 إلى 1962 إلى جانب كريم بلقاسم كمسؤول عن ناحية آيت يحيى موسى. شارك في معركة 6 يناير 1959 أين أصيب بالنابالم.
بعد استقلال الجزائر عام 1962، شغل منصب رئيس مكتب المنظمة الوطنية للمجاهدين في بلدية آيت يحيى موسى. توفي في 22 تشرين الثاني 2020.